# Edward Everett Horton
Edward Everett Horton (New York, 18 marzo 1886 – Los Angeles, 29 settembre 1970) è stato un attore statunitense che recitò, specialmente come caratterista, in oltre 170 pellicole.

## Biografia
Laureato alla Columbia University, Horton aveva esordito sulle scene teatrali già nel 1906; inizio poi a fare tournée con compagnie di giro. Nel 1918, insieme con il fratello W.D. Horton, mise in piedi un'impresa teatrale che ebbe un modesto successo. Nel 1922 passò al cinema, interpretando inizialmente numerose commedie mute come Ruggles of Red Gap (1923), dove prestò il suo volto dall'inconfondibile espressione preoccupata. Si specializzò in personaggi nevrotici e apprensivi, spesso inclini a portare la mano alla bocca, borbottando Oh Dio, oh Dio, nei momenti di contrarietà. All'avvento del sonoro, apparve in The Hottentot (1929), uno dei primi film parlati della Warner Bros. ed ebbe modo di dare prova del suo talento comico, rivelando una voce gracchiante che arricchì le sue brillanti interpretazioni.
Celebre caratterista nella commedia musicale, fece da spalla a Fred Astaire e Ginger Rogers in alcuni musical degli anni 30, tra cui Cappello a cilindro (1935). Eccelse nella commedia sofisticata, come in Incantesimo (1938) di George Cukor, e sotto la direzione di Ernst Lubitsch in Mancia competente (1932), Partita a quattro (1933), La vedova allegra (1934) e Angelo (1937). Negli anni quaranta proseguì la carriera nelle commedie, tra le quali Banana split (1943) di Busby Berkeley e Arsenico e vecchi merletti (1944) di Frank Capra, alternando i ruoli leggeri con alcune prove drammatiche, come in Temporale d'estate (1944) di Douglas Sirk, mentre negli anni cinquanta diradò le sue presenze sul grande schermo per passare alla televisione, venendo ricordato in tale ambito anche come voce narrante delle Fractured Fairy Tales. Nell'ultima parte della sua carriera tornò a dedicarsi al teatro e restò attivo fino alla morte. La sua ultima apparizione cinematografica fu nel film Una scommessa in fumo, che uscì postumo nel 1971.

## Filmografia parziale

### Cinema
- Ruggles of Red Gap, regia di James Cruze (1923)
- Helen's Babies, regia di William A. Seiter (1924)
- The Man Who Fights Alone, regia di Wallace Worsley (1924)
- La Bohème, regia di King Vidor (1926)
- Poker Faces, regia di Harry A. Pollard (1926)
- Taxi! Taxi!, regia di Melville W. Brown (1927)
- Sonny Boy, regia di Archie Mayo (1929)
- The Hottentot, regia di Roy Del Ruth (1929)
- Holiday, regia di Edward H. Griffith (1930)
- Six Cylinder Love, regia di Thornton Freeland (1931)
- The Front Page, regia di Lewis Milestone (1931)
- Mancia competente (Trouble in Paradise), regia di Ernst Lubitsch (1932)
- Alice nel Paese delle Meraviglie (Alice in Wonderland), regia di Norman Z. McLeod (1933)
- Partita a quattro (Design for Living), regia di Ernst Lubitsch (1933)
- La signorina curiosa (Ladies Should Listen), regia di Frank Tuttle (1934)
- Cerco il mio amore (The Gay Divorcee), regia di Mark Sandrich (1934)
- Il tempio del dottor Lamar (Kiss and Make-Up), regia di Harlan Thompson (1934)
- La vedova allegra (The Merry Widow), regia di Ernst Lubitsch (1934)
- Cappello a cilindro (Top Hat), regia di Mark Sandrich (1935)
- Your Uncle Dudley, regia di Eugene Forde e James Tinling (1935)
- Capriccio spagnolo (The Devil Is a Woman), regia di Josef von Sternberg (1935)
- Follia messicana (In Caliente), regia di Lloyd Bacon (1935)
- Orizzonte perduto (Lost Horizon), regia di Frank Capra (1937)
- Il re e la ballerina (The King and the Chorus Girl), regia di Mervyn LeRoy (1937)
- Oh, Doctor, regia di Ray McCarey (1937)
- Voglio danzare con te (Shall We Dance), regia di Mark Sandrich (1937)
- Wild Money, regia di Louis King (1937)
- Quei cari parenti (Danger: Love at Work), regia di Otto Preminger (1937)
- Angelo (Angel), regia di Ernst Lubitsch (1937)
- Milionario su misura (The Perfect Specimen), regia di Michael Curtiz (1937)
- L'ultima beffa di Don Giovanni (The Great Garrick), regia di James Whale (1937)
- Una donna in gabbia (Hitting a New High), regia di Raoul Walsh (1937)
- L'ottava moglie di Barbablù (Bluebeard's Eighth Wife), regia di Ernst Lubitsch (1938)
- Ritmi a scuola (College Swing), regia di Raoul Walsh (1938)
- Incantesimo (Holiday), regia di George Cukor (1938)
- Lo stravagante dottor Mischa (Little Tough Guys in Society), regia di Erle C. Kenton (1938)
- Paris Honeymoon, regia di Frank Tuttle (1939)
- I gioielli della corona (The Gang's All Here) di Thornton Freeland (1939)
- Le fanciulle delle follie (Ziegfeld Girl) di Robert Z. Leonard (1941)
- L'inafferrabile signor Jordan (Here Comes Mr. Jordan), regia di Alexander Hall (1941)
- Il magnifico fannullone (The Magnificent Dope), regia di Walter Lang (1942)
- Musica sulle nuvole (I Married an Angel), regia di W. S. Van Dyke (1942)
- In montagna sarò tua (Springtime in the Rockies), regia di Irving Cummings (1942)
- Per sempre e un giorno ancora (Forever and a Day), regia di Edmund Goulding (1943)
- Banana split (The Gang's All Here), regia di Busby Berkeley (1943)
- Arsenico e vecchi merletti (Arsenic and Old Lace), regia di Frank Capra (1944)
- Temporale d'estate (Summer Storm), regia di Douglas Sirk (1944)
- Brazil, regia di Joseph Santley (1944)
- Bellezze in cielo (Down to Earth), regia di Alexander Hall (1947)
- L'inferno ci accusa (The Story of Mankind), regia di Irwin Allen (1957)
- Angeli con la pistola (Pocketful of Miracles), regia di Frank Capra (1961)
- Questo pazzo, pazzo, pazzo, pazzo mondo (It's a Mad, Mad, Mad, Mad World), regia di Stanley Kramer (1963)
- Donne, v'insegno come si seduce un uomo (Sex and the Single Girl), regia di Richard Quine (1964)
- Una scommessa in fumo (Cold Turkey), regia di Norman Lear (1971)

### Televisione
- Damon Runyon Theater – serie TV, episodio 1x16 (1955)
- General Electric Theater – serie TV, episodio 4x17 (1956)
- La legge di Burke (Burke's Law) – serie TV, episodi 1x13-2x28 (1963-1965)
- I forti di Forte Coraggio (F Troop) – serie TV, 6 episodi (1965)

## Doppiatori italiani
- Carlo Romano in Temporale d'estate, Angelo, Voglio danzar con te
- Lauro Gazzolo in Arsenico e vecchi merletti, Una donna in gabbia
- Paolo Stoppa in Orizzonte perduto
- Stefano Sibaldi in Musica sulle nuvole
- Manlio Busoni in L'inafferrabile signor Jordan (riedizione)
- Bruno Persa in Angeli con la pistola
- Gianfranco Bellini in Mancia competente (ridoppiaggio)
- Sergio Fiorentini in Partita a quattro (ridoppiaggio)
- Gino La Monica in Cerco il mio amore (ridoppiaggio)
- Giorgio Lopez in Orizzonte perduto (ridoppiaggio)
- Gianni Marzocchi in Bellezze in cielo (ridoppiaggio)